# Ararat, Armenia
Ararat este un oraș în Municipiul Ararat din Provincia Ararat din Armenia, situat pe autostrada Erevan-Nakhcivan, 42 km (26 mi) la sud-est de capitala Erevan și 19 km (12 mi) la sud de centrul provincial Artashat. La recensământul din 2011, populația orașului era de 20.235 de locuitori. Conform estimărilor oficiale din 2016, populația este de aproximativ 20.300 de locuitori. La recensământul din 2022, populația orașului era de 16.592.

## Etimologie
Orașul a fost numit oficial Ararat în 1947 după Munții Ararat, din apropiere care sunt menționați in biblie.

## Istorie

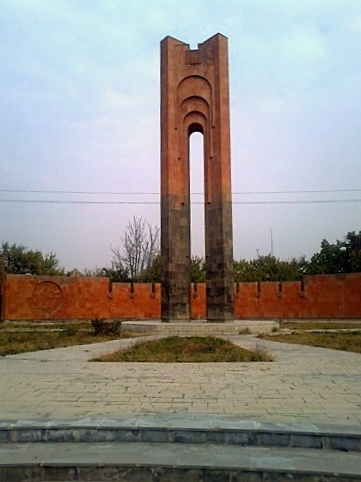
Memorialul celui de-al Doilea Război Mondial la Ararat.

Fundația cimentului Ararat a fost lansată în 1927 în Armenia Sovietică, însoțită de construcția a câteva apartamente rezidențiale pentru a găzdui muncitorii. În 1930, așezarea s-a format oficial ca zonă de cazare a forței de muncă, în timp ce fabrica de ciment și-a dat prima producție în 1933. În 1935, așezarea a fost extinsă cu includerea zonelor rurale din jur. În 1947, a fost numit oficial Ararat după [[Munții Ararat], biblici din apropiere.
Odată cu înființarea mai multor fabrici industriale, Ararat a fost dezvoltat ca un centru industrial major al RSS Armeniei, pentru a deveni o așezare de tip urban. Datorită creșterii rapide și a creșterii treptate a populației, Ararat a primit statutul de oraș în 1962. În 1972, a devenit oraș de subordonare republicană.
După independența Armeniei, Ararat a fost inclus în Provincia Ararat, formată prin fuziunea raioanelor Masis, Artașat și Ararat din RSS Armeniei, conform legii diviziunilor administrative din Armenia din 1995.

## Geografie și climă

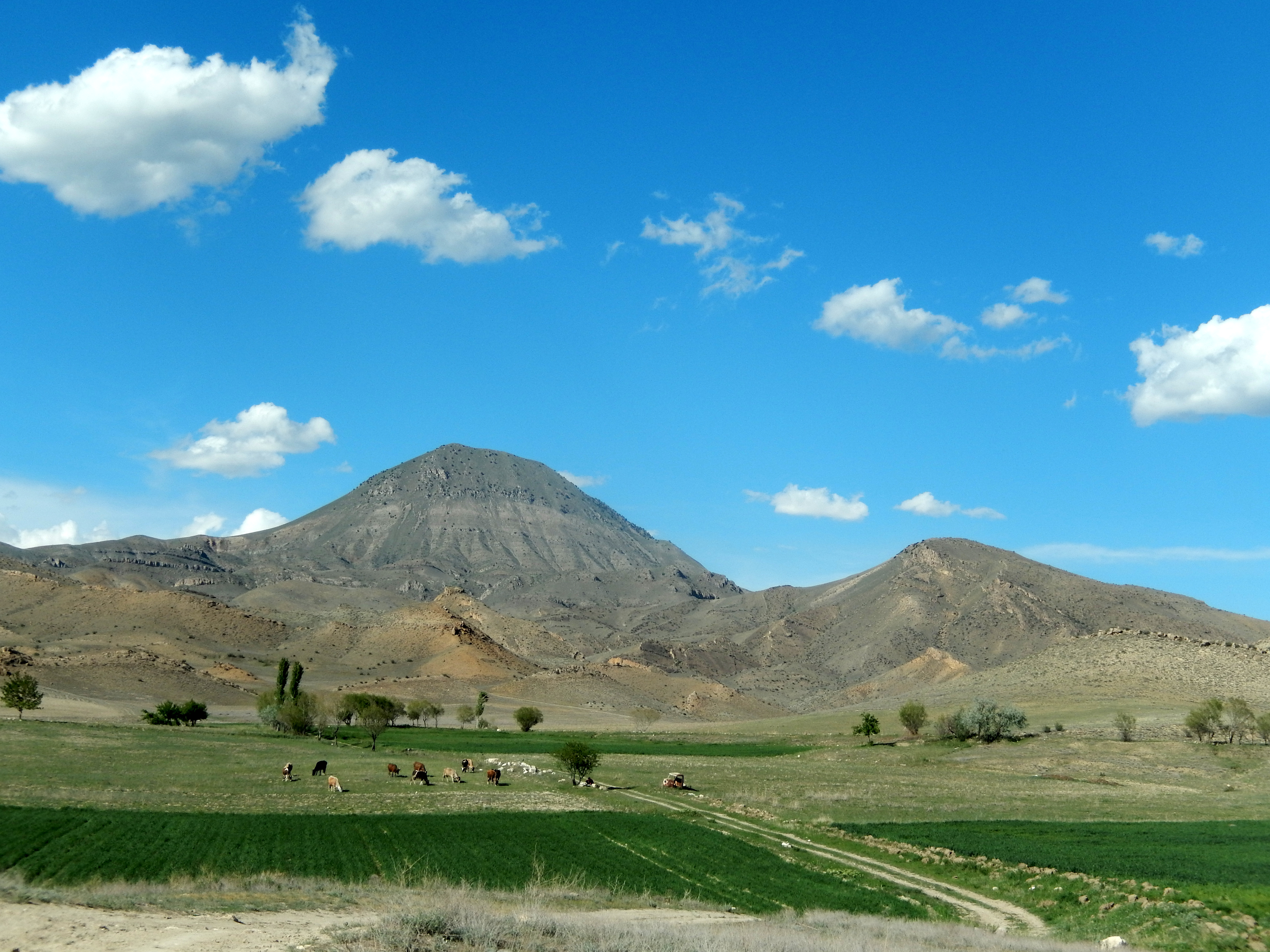
Munții Urts la nord și la est de Ararat.

Ararat este situat la est de partea centrală a Armeniei actuale, ocupând partea de sud-est a Câmpiei Ararat, la doar 7 km est de râul Araks la granița dintre Armenia și Turcia. Din punct de vedere istoric, teritoriul actual al orașului a făcut parte din cantonul „Vostan Hayots” din provincia Ayrarat din Armenia antică.
La o înălțime de aproximativ 825 de metri deasupra nivelului mării, orașul este înconjurat de satele Avshar la nord-vest și Ararat la vest și la sud. Sanctuarul Nisipurilor Goravan este situat la nord-estul orașului, în timp ce munții Urts domină orașul dinspre est și nord.
Orașul este, în general, caracterizat printr-un climă extrem de aridă și clasificat ca climă rece deșertică (Köppen BWk), cu niveluri scăzute de precipitații. Iernile sunt reci și înzăpezite, în timp ce verile sunt lungi și calde.
Ecologia orașului este în pericol din cauza emisiilor de praf de ciment și cianura de la fabrica de aur.Format:Citare necesară În vara anului 2005, impuritatea atmosferei a fost înregistrată a fi de 9,6 ori mai mare decât norma acceptabilă.
| Date climatice pentru Ararat                                                    | Date climatice pentru Ararat | Date climatice pentru Ararat | Date climatice pentru Ararat | Date climatice pentru Ararat | Date climatice pentru Ararat | Date climatice pentru Ararat | Date climatice pentru Ararat | Date climatice pentru Ararat | Date climatice pentru Ararat | Date climatice pentru Ararat | Date climatice pentru Ararat | Date climatice pentru Ararat | Date climatice pentru Ararat |
| Luna                                                                            | Ian                          | Feb                          | Mar                          | Apr                          | Mai                          | Iun                          | Iul                          | Aug                          | Sep                          | Oct                          | Nov                          | Dec                          | Anual                        |
| ------------------------------------------------------------------------------- | ---------------------------- | ---------------------------- | ---------------------------- | ---------------------------- | ---------------------------- | ---------------------------- | ---------------------------- | ---------------------------- | ---------------------------- | ---------------------------- | ---------------------------- | ---------------------------- | ---------------------------- |
| Maxima medie °F (°C)                                                            | 35 (2)                       | 42 (6)                       | 55 (13)                      | 64 (18)                      | 76 (24)                      | 83 (28)                      | 93 (34)                      | 93 (34)                      | 83 (28)                      | 70 (21)                      | 56 (13)                      | 41 (5)                       | 65,9 (18,8)                  |
| Minima medie °F (°C)                                                            | 19 (−7)                      | 22 (−6)                      | 33 (1)                       | 44 (7)                       | 52 (11)                      | 59 (15)                      | 67 (19)                      | 66 (19)                      | 56 (13)                      | 45 (7)                       | 33 (1)                       | 25 (−4)                      | 43,4 (6,3)                   |
| Precipitații inches (mm)                                                        | 0.9 (23)                     | 0.5 (13)                     | 0.2 (5)                      | 0.8 (20)                     | 0.8 (20)                     | 0.4 (10)                     | 0.3 (8)                      | 0.7 (18)                     | 0.1 (3)                      | 0.5 (13)                     | 0.7 (18)                     | 0.2 (5)                      | 6,1 (155)                    |
| Sursă: http://www.worldweatheronline.com/Ararat-weather-averages/Ararat/AM.aspx |                              |                              |                              |                              |                              |                              |                              |                              |                              |                              |                              |                              |                              |

## Demografie
Conform Serviciului Național de Statistică din 2005, populația comunității este de 19.533 de persoane, dintre care 47% sunt bărbați și 53% sunt femei.
Format:Populații istorice

## Cultură

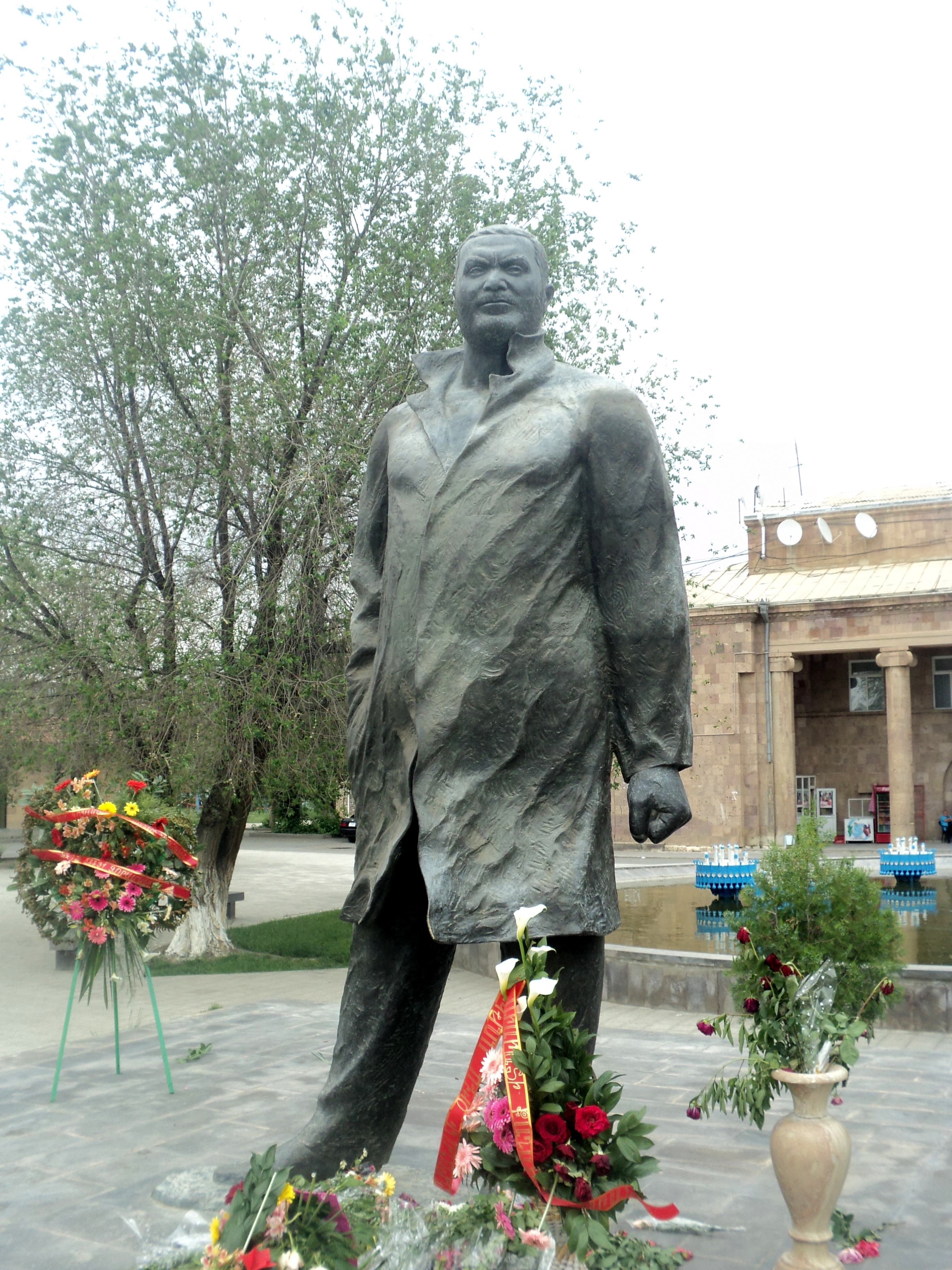
Statuia lui Vazgen Sargsyan în piața centrală.

Ararat are un palat cultural situat in piata centrala de langa primarie. Orașul găzduiește, de asemenea, o academie de artă, o școală de sport și un centru de creativitate pentru tineri.
La 16 septembrie 2009, statuia lui sparapet Vazgen Sargsyan a fost ridicată în piața centrală a orașului Ararat.

## Transport
Ararat este un punct important pe autostrada M-2 care leagă capitala Erevan cu sudul Armeniei, ajungând până la granița cu Iranul.
Orașul are o gară care este deservită de trenuri de navetiști către Erevan și Yeraskh. Obisnuia sa leaga Erevanul de Republica Autonoma Nakhcivan in timpul anilor sovietici.

## Economie
Orașul Ararat găzduiește 2 firme industriale majore: fabrica Ararat Cement fondată în 1927 și uzina de recuperare „Geopromining Gold” care funcționează din 1970. Alte întreprinderi includ „AKZ Ararat Cognac Factory” pentru țuică și vin, deschisă în 1932 în satul din apropiere Avshar.

## Educație
În 2016, Ararat are 4 școli de învățământ public. Orașul are, de asemenea, centrul său medical și numărul de școli de artă, muzică și sport.

## Sport
.

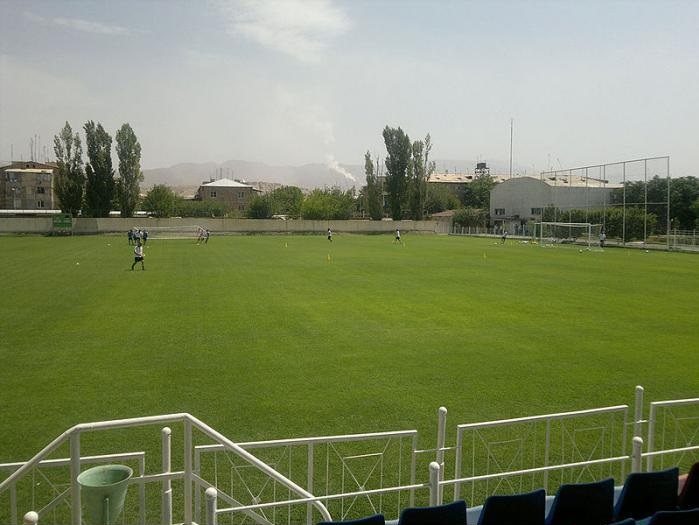
Stadionul Ayg

Araks Ararat a reprezentat orașul în competițiile naționale și internaționale de fotbal. Clubul a fost fondat în 1960 și dizolvat în 2001 din cauza dificultăților financiare. Ei au câștigat Premier League armeană în 2 ocazii: în 1998 ca Tsement Ararat și în 2000 ca Araks Ararat. În 2001, președintele Araks Ararat; Abraham Babayan nu a putut finanța clubul. În consecință, drepturile clubului au fost vândute unui nou sponsor cu sediul în Erevan în august 2001, iar Araks Ararat FC a fost dizolvat.
La sfârșitul anului 2001, un alt club de fotbal cu numele FC Araks a fost fondat în oraș, într-un efort de a menține vii tradițiile fotbalistice în rândul noii generații de Ararat. Cu toate acestea, după 4 ani de dificultăți majore, clubul cu probleme financiare a fost dizolvat în 2005.
Orașul este deservit de Stadionul Ayg cu toate locurile, cu o capacitate de 1.280 de spectatori. Face parte dintr-un complex sportiv mare cu multe alte structuri, inclusiv o sală de sport interioară, piscină interioară, sală de biliard, teren de minifotbal și alte facilități.
Ciclistul olimpic pensionar Arsen Ghazaryan este originar din Ararat.